# Miquel Barceló
Miquel Barceló Artigues (Felanitx, 8 gennaio 1957) è un pittore spagnolo.

## Biografia
A sua volta figlio di una pittrice, tra il 1972 e il 1974 studia prima all'Escola d'Arts Aplicades i Oficis Artístics de Palma di Maiorca, poi all'Escola Superior de Belles Arts de Sant Jordi di Barcellona; abbandona però gli studi prima di terminarli. Già nel 1970 un viaggio a Parigi gli aveva permesso però di scoprire l'Art Brut, uno stile che lascia un'impronta molto forte nelle prime opere esposte al pubblico. Fa parte del gruppo artistico Taller Llunàtic di Maiorca. Inizia ad essere conosciuto dal grande pubblico alla Biennale di San Paolo del 1981 e alla Documenta de Kassel VII (1982), nella quale è presentato da Rudi Fuchs; da allora la sua opera viene sempre più presentata nelle grandi mostre internazionali, e Barceló inizia ad essere sempre più considerato dal pubblico e dalla critica internazionale, fino ad essere ritenuto uno dei maggiori esponenti dell'Arte spagnola degli anni ottanta e anni novanta.
Nel 1983 si trasferisce per cinque mesi in un laboratorio sulle pendici del Vesuvio, dove realizza opere con cenere vulcanica e frammenti simili a quelli degli affreschi di Pompei, per una mostra da realizzare nella galleria di Lucio Amelio. In questa occasione aderisce anche all'appello del gallerista napoletano, rivolto agli artisti del panorama contemporaneo in seguito al terremoto del 1980, creando per la collezione Terrae Motus l'opera L'ombra che trema. Come sostiene lo stesso artista l'opera: "È un'auto ritratto: mi sono rappresentato nell'atto di dipingere. L'ombra sembra riflettere l'altra parte di me stesso ed allo stesso tempo è la distruzione dell'ordine."
All'inizio il suo stile riceve influenze determinanti dall'espressionismo, dalla pittura di Miró, dallo stile dell'action painting ("pittura d'azione"), Jackson Pollock, Antoni Tàpies, l'arte concettuale e l'Art Brut; più tardi sembra ritornare a uno stile più classico e personale. La scoperta dell'Africa, con un viaggio in Mali e la decisione di stabilirsi lì e di installarvi il suo laboratorio a partire dal 1988, ha influenzato profondamente la sua opera degli ultimi anni, soprattutto con i tempi della natura, del passaggio del tempo e delle origini, espressi generalmente attraverso impasti pittorici densi, spesso oscuri. Barceló però resta anche fiero della sua origine mediterranea e maiorchina. Anche la letteratura è da sempre una delle fonti di ispirazione primaria; nella sua carriera infatti il pittore spagnolo è stato anche illustratore, e inoltre spesso scrive da sé le presentazioni ai suoi cataloghi. Attualmente vive e lavora tra Parigi, Maiorca e il Mali.
- Il Centro Pompidou di Parigi gli ha dedicato un'importante retrospettiva nel 1996.
- Nel 2003 ha ottenuto Premio Principe delle Asturie delle Arti.
- Nel 2004 con l'esposizione al Louvre degli acquarelli, ideati per illustrare La Divina Commedia, Miquel Barceló è divenuto il primo artista contemporaneo a esporre in vita nel più grande museo francese.

## Miquel Barceló nei musei italiani
- Museo nazionale delle arti del XXI secolo sez. d'arte figurativa, di Roma
- Collezione Terrae Motus, Reggia di Caserta

- 1998, Crocifisso, disegno a carboncino realizzato nell'ambito del festival del Novecento, opera custodita nella chiesa di Sant'Eulalia dei Catalani di Palermo